# Mary Roos/Diskografie
Diese Diskografie ist eine Übersicht über die musikalischen Werke der deutschen Schlagersängerin Mary Roos. Ihre erfolgreichste Veröffentlichung ist der Top-10-Hit Arizona Man aus dem Jahr 1970.

## Alben

### Studioalben
| Jahr | Titel Musiklabel Katalog-Nr.                                   | Höchstplatzierung, Gesamtwochen, AuszeichnungChartplatzierungen (Jahr, Titel, Musiklabel Katalog-Nr., Platzierungen, Wochen, Auszeichnungen, Anmerkungen) | Höchstplatzierung, Gesamtwochen, AuszeichnungChartplatzierungen (Jahr, Titel, Musiklabel Katalog-Nr., Platzierungen, Wochen, Auszeichnungen, Anmerkungen) | Höchstplatzierung, Gesamtwochen, AuszeichnungChartplatzierungen (Jahr, Titel, Musiklabel Katalog-Nr., Platzierungen, Wochen, Auszeichnungen, Anmerkungen) | Anmerkungen                                             |
| Jahr | Titel Musiklabel Katalog-Nr.                                   | DE | AT | CH | Anmerkungen                                             |
| ---- | -------------------------------------------------------------- | --- | --- | --- | ------------------------------------------------------- |
| 1968 | Die kleine Stadt will schlafen geh’n Electrola / EMI SME 74316 | — | — | — | Erstveröffentlichung: 1968 mit dem Dresdner Mozart-Chor |
| 1970 | Mary Roos CBS Records / Stern Musik S 64 171                   | — | — | — | Erstveröffentlichung: 1970                              |
| 1972 | Woraus meine Lieder sind CBS Records S 61 628                  | — | — | — | Erstveröffentlichung: April 1972                        |
| 1972 | Mary Roos CBS Records 64 948                                   | — | — | — | Erstveröffentlichung: 1972 französischsprachiges Album  |
| 1973 | Lieber John CBS Records S 65 653                               | — | — | — | Erstveröffentlichung: 1973                              |
| 1973 | Mary Roos CBS Records 65 936                                   | — | — | — | Erstveröffentlichung: 1973 französischsprachiges Album  |
| 1976 | Mary Roos Polydor 2371 705                                     | — | — | — | Erstveröffentlichung: 1976                              |
| 1977 | Ich bin Mary Polydor 2371 837                                  | — | — | — | Erstveröffentlichung: 1977                              |
| 1978 | Maryland Polydor 2371 901                                      | — | — | — | Erstveröffentlichung: 1978                              |
| 1981 | Was ich fühle Hansa 204 216-315                                | — | — | — | Erstveröffentlichung: Oktober 1981                      |
| 1987 | Leben spür’n Teldec 6.26520                                    | — | — | — | Erstveröffentlichung: Oktober 1987                      |
| 1992 | Alles was ich will DA Records 0006-4                           | — | — | — | Erstveröffentlichung: 1. September 1992                 |
| 1995 | Mehr als ein Gefühl DA Records 0087-2                          | — | — | — | Erstveröffentlichung: 2. Januar 1995                    |
| 1997 | Rücksicht DA Records 870227-2                                  | — | — | — | Erstveröffentlichung: 21. April 1997                    |
| 1999 | Mittendrin DA Records 870431-2                                 | — | — | — | Erstveröffentlichung: 22. Februar 1999                  |
| 2001 | Roosige Zeiten DA Records 870888-2                             | — | — | — | Erstveröffentlichung: 19. Februar 2001                  |
| 2003 | Achterbahn DA Records 871480-2                                 | — | — | — | Erstveröffentlichung: 17. März 2003                     |
| 2005 | Leben DA Records 871670-2                                      | — | — | — | Erstveröffentlichung: 7. Februar 2005                   |
| 2007 | Hautnah DA Records 871882-2                                    | — | — | — | Erstveröffentlichung: 5. April 2007                     |
| 2009 | Gezeiten DA Records 872105-2                                   | — | — | — | Erstveröffentlichung: 20. März 2009                     |
| 2011 | Bis hierhin … und weiter DA Records 876168-2                   | — | — | — | Erstveröffentlichung: 15. April 2011                    |
| 2013 | Denk was du willst Boutique / Universal Music 3729047          | — | — | — | Erstveröffentlichung: 12. April 2013                    |
| 2015 | Bilder meines Lebens DA Records 876725-2                       | — | — | — | Erstveröffentlichung: 16. Januar 2015                   |
| 2017 | Ab jetzt nur noch Zugaben! DA Records 877053-2                 | — | — | — | Erstveröffentlichung: 31. März 2017                     |
| 2018 | Abenteuer Unvernunft Electrola 8216779                         | DE46 (4 Wo.)DE | — | — | Erstveröffentlichung: 4. Mai 2018                       |

grau schraffiert: keine Chartdaten aus diesem Jahr verfügbar

### Kinderalben
| Jahr | Titel Musiklabel Katalog-Nr.                                              | Anmerkungen                                             |
| ---- | ------------------------------------------------------------------------- | ------------------------------------------------------- |
| 1969 | Die schönsten deutschen Märchen gesungen von Mary Roos CBS Records 52 684 | Erstveröffentlichung: 1969                              |
| 1985 | In Klexdorf an der Tusche ist immer was im Busche RCA Records NK 70886    | Erstveröffentlichung: 1985 als Teil von Max & Die Klexe |

### Kompilationen
| Jahr | Titel Musiklabel Katalog-Nr.        | Höchstplatzierung, Gesamtwochen, AuszeichnungChartplatzierungen (Jahr, Titel, Musiklabel Katalog-Nr., Platzierungen, Wochen, Auszeichnungen, Anmerkungen) | Höchstplatzierung, Gesamtwochen, AuszeichnungChartplatzierungen (Jahr, Titel, Musiklabel Katalog-Nr., Platzierungen, Wochen, Auszeichnungen, Anmerkungen) | Höchstplatzierung, Gesamtwochen, AuszeichnungChartplatzierungen (Jahr, Titel, Musiklabel Katalog-Nr., Platzierungen, Wochen, Auszeichnungen, Anmerkungen) | Anmerkungen                          |
| Jahr | Titel Musiklabel Katalog-Nr.        | DE | AT | CH | Anmerkungen                          |
| ---- | ----------------------------------- | --- | --- | --- | ------------------------------------ |
| 2018 | Das Beste Telamo 405380431163       | DE71 (1 Wo.)DE | — | — | Erstveröffentlichung: 20. April 2018 |
| 2018 | Mary (Meine Songs) Sony 19075854572 | DE92 (1 Wo.)DE | — | — | Erstveröffentlichung: 4. Mai 2018    |

Weitere Kompilationen
| 1969 | Mary Roos Die Volksplatte 1C 048-28119                                | Erstveröffentlichung: 1969                                                                   |                                    |                                    |                                    |
| 1969 | Golden Love Center 17053 ST                                           | Erstveröffentlichung: 1969                                                                   |                                    |                                    |                                    |
| 1972 | Eine Hand Voll Glück Telefunken NT 712                                | Erstveröffentlichung: 1972                                                                   |                                    |                                    |                                    |
| 1972 | Es Waren Zwei Königskinder Metronome Records 200100                   | Erstveröffentlichung: 1972                                                                   |                                    |                                    |                                    |
| 1978 | Mary Roos in Gold Polydor 2459 171                                    | Erstveröffentlichung: 1978                                                                   |                                    |                                    |                                    |
| 1978 | Santo Domingo Karussell 3196 200                                      | Erstveröffentlichung: 1978                                                                   |                                    |                                    |                                    |
| 1979 | Schlager, Lieder, Chansons Marifon 47897XAU                           | Erstveröffentlichung: 1979                                                                   |                                    |                                    |                                    |
| 1979 | Deutsches Schlager-Gold, Vol. 2 Prisma PLP 02                         | Erstveröffentlichung: 1979                                                                   |                                    |                                    |                                    |
| 1980 | Mary Roos Europa 111 495.6                                            | Erstveröffentlichung: 1980                                                                   |                                    |                                    |                                    |
| 1983 | Star-Box CBS Records 40-54516                                         | Erstveröffentlichung: 1983                                                                   |                                    |                                    |                                    |
| 1985 | Keine Träne tut mir Leid Hansa 42 454 9                               | Erstveröffentlichung: 1985                                                                   |                                    |                                    |                                    |
| 1986 | Star-Festival: Aufrecht geh’n Ariola Express 497 012-215              | Erstveröffentlichung: 1986                                                                   |                                    |                                    |                                    |
| 1989 | Die Großen Erfolge CBS Records 465435 4                               | Erstveröffentlichung: 19. September 1989 auch als Ihre Großen Erfolge Folge 1 (1994) bekannt |                                    |                                    |                                    |
| 1992 | Liebe – Lachen und weinen EuroTrend 127.183                           | Erstveröffentlichung: 1992                                                                   |                                    |                                    |                                    |
| 1994 | Meine schönsten Liede Sony Music 4773452                              | Erstveröffentlichung: 1994                                                                   |                                    |                                    |                                    |
| 1995 | Ihre Größten Erfolge – Folge 2 Sony Music 4784102                     | Erstveröffentlichung: 6. Februar 1995                                                        |                                    |                                    |                                    |
| 1997 | Heiss und kalt Ariola Extra 74321 46808 2                             | Erstveröffentlichung: 12. Mai 1997                                                           |                                    |                                    |                                    |
| 1997 | Szene-Star Spectrum 554 069                                           | Erstveröffentlichung: 20. August 1997                                                        |                                    |                                    |                                    |
| 1999 | Karaoke DA Records 870470-2                                           | Erstveröffentlichung: 14. Juni 1999                                                          |                                    |                                    |                                    |
| 1999 | Alles was ich will bist Du BUD CBU 62531                              | Erstveröffentlichung: 16. August 1999                                                        |                                    |                                    |                                    |
| 2000 | Schlagerparty mit Mary Roos Sonia 77736                               | Erstveröffentlichung: 10. Januar 2000                                                        |                                    |                                    |                                    |
| 2000 | Meine Besten DA Records 870482-2                                      | Erstveröffentlichung: 17. April 2000                                                         |                                    |                                    |                                    |
| 2000 | The Best of Mary Roos Euro Trend 157.969                              | Erstveröffentlichung: 2000                                                                   |                                    |                                    |                                    |
| 2001 | Einfach das Beste Columbia Records 465435 9                           | Erstveröffentlichung: 8. Januar 2001                                                         |                                    |                                    |                                    |
| 2001 | Leben für Musik Convoy CBU 6727                                       | Erstveröffentlichung: 20. August 2001                                                        |                                    |                                    |                                    |
| 2003 | Augenblicke Sono Cord 034 145 3                                       | Erstveröffentlichung: August 2003                                                            |                                    |                                    |                                    |
| 2003 | Portrait: Gold Serie Toptainment / Flex 2047                          | Erstveröffentlichung: 6. Oktober 2003                                                        |                                    |                                    |                                    |
| 2004 | Herzen zu verschenken Sonia 77847                                     | Erstveröffentlichung: 19. Januar 2004                                                        |                                    |                                    |                                    |
| 2004 | Mein Portrait Sonia 77840                                             | Erstveröffentlichung: 11. Oktober 2004                                                       |                                    |                                    |                                    |
| 2006 | Meine größten Hits Ariola Express 82876 83838 2                       | Erstveröffentlichung: 16. Juni 2006                                                          |                                    |                                    |                                    |
| 2006 | Immer wieder Toptainment DBB005                                       | Erstveröffentlichung: 3. Juli 2006                                                           | Erstveröffentlichung: 3. Juli 2006 | Erstveröffentlichung: 3. Juli 2006 | Erstveröffentlichung: 3. Juli 2006 |
| 2006 | Herzen zu verschenken Allstyle 4266                                   | Erstveröffentlichung: 6. November 2006                                                       |                                    |                                    |                                    |
| 2008 | Mary Roos DA Records 872094-2                                         | Erstveröffentlichung: 2008                                                                   |                                    |                                    |                                    |
| 2009 | Schlager Platin Edition Euro Trend 142.611                            | Erstveröffentlichung: 8. Januar 2009                                                         |                                    |                                    |                                    |
| 2009 | Mary’s Welt Edel 0196172ERE                                           | Erstveröffentlichung: 27. Februar 2009                                                       |                                    |                                    |                                    |
| 2009 | Amour toujours – The French Song Collection 1972–1975 Bureau B BB 042 | Erstveröffentlichung: 30. Oktober 2009                                                       |                                    |                                    |                                    |
| 2010 | Mein Dankeschön an Sie DA Records 872430-2                            | Erstveröffentlichung: 21. Mai 2010                                                           |                                    |                                    |                                    |
| 2012 | Deine Chance Chance                                                   | Erstveröffentlichung: 30. November 2012                                                      |                                    |                                    |                                    |
| 2013 | Balladen DA Records 876344-2                                          | Erstveröffentlichung: 8. März 2013                                                           |                                    |                                    |                                    |
| 2015 | Mary Roos LaserLight N 16 204                                         | Erstveröffentlichung: 3. August 2015                                                         |                                    |                                    |                                    |
| 2016 | My Star DA Records 876846-2                                           | Erstveröffentlichung: 15. Januar 2016                                                        |                                    |                                    |                                    |

### EPs
| Jahr | Titel Musiklabel Katalog-Nr.                                                       | Anmerkungen                                                                     |
| ---- | ---------------------------------------------------------------------------------- | ------------------------------------------------------------------------------- |
| 1962 | Lady Sunshine und Mr. Moon / Paradiso* Sweety / Der rote Wein** Weltmelodie W 3026 | Erstveröffentlichung: 1962 *A-Seite von Mary Roos / **B-Seite von Jonny Taylor. |

## Singles

Vinylplatte zu „Kellerparty Twist“.

| Jahr | Titel Album | Höchstplatzierung, Gesamtwochen/‑monate, AuszeichnungChartplatzierungen (Jahr, Titel, Album, Platzierungen, Wochen/Monate, Auszeichnungen, Anmerkungen) | Höchstplatzierung, Gesamtwochen/‑monate, AuszeichnungChartplatzierungen (Jahr, Titel, Album, Platzierungen, Wochen/Monate, Auszeichnungen, Anmerkungen) | Höchstplatzierung, Gesamtwochen/‑monate, AuszeichnungChartplatzierungen (Jahr, Titel, Album, Platzierungen, Wochen/Monate, Auszeichnungen, Anmerkungen) | Anmerkungen |
| Jahr | Titel Album | DE | AT | CH | Anmerkungen |
| ---- | --- | --- | --- | --- | --- |
| 1965 | Geh’ nicht den Weg Jugendsünden | DE36 (1½ Mt.)DE | — | — | Erstveröffentlichung: April 1965 |
| 1968 | Das hat die Welt noch nicht erlebt Deutsches Schlager-Gold, Vol. 2 | DE19 (2½ Mt.)DE | — | — | Erstveröffentlichung: Dezember 1968 |
| 1969 | Das Beste an Dir Ihre großen Erfolge – Folge 2 | DE33 (½ Mt.)DE | — | — | Erstveröffentlichung: Dezember 1969 |
| 1970 | Arizona Man Mary Roos | DE9 (4½ Mt.)DE | — | — | Erstveröffentlichung: April 1970 |
| 1970 | Am Anfang war die Liebe Mary Roos | DE36 (½ Mt.)DE | — | — | Erstveröffentlichung: November 1970 |
| 1971 | California Nacht Deutsches Schlager-Gold, Vol. 2 | DE39 (4 Wo.)DE | — | — | Erstveröffentlichung: August 1971 |
| 1972 | Nur die Liebe läßt uns leben / Wake Me Early in the Morning (englischsprachige Version) / Nous (französischsprachige Version) Woraus meine Lieder sind / Ihre großen Erfolge – Folge 2 / Mary Roos (1972) | DE17 (9 Wo.)DE | — | — | Erstveröffentlichung: März 1972 (DE-Version) Erstveröffentlichung: April 1972 (EN/FR-Version) Platz 3 beim Eurovision Song Contest 1972 |
| 1972 | Er bleibt hier (für immer) Deutsches Schlager-Gold, Vol. 2 | DE39 (3 Wo.)DE | — | — | Erstveröffentlichung: September 1972 |
| 1973 | Fremdes Mädchen Lieber John | DE45 (1 Wo.)DE | — | — | Erstveröffentlichung: Februar 1973 |
| 1973 | Lieber John | DE40 (2 Wo.)DE | — | — | Erstveröffentlichung: August 1973 |
| 1975 | Eine Liebe ist wie ein Lied Deutsches Schlager-Gold, Vol. 2 | DE50 (1 Wo.)DE | — | — | Erstveröffentlichung: März 1975 |
| 1975 | Stop, mach das noch einmal Deutsches Schlager-Gold, Vol. 2 | DE44 (2 Wo.)DE | — | — | Erstveröffentlichung: August 1975 |
| 1979 | Ich werde geh’n heute nacht Was ich fühle | DE25 (12 Wo.)DE | — | — | Erstveröffentlichung: September 1979 Original: Cliff Richard – We Don’t Talk Anymore                                                    |
| 1982 | Lady Was ich fühle | DE31 (10 Wo.)DE | — | — | Erstveröffentlichung: Februar 1982 mit David Hanselmann                                                                                 |
| 1984 | Aufrecht geh’n / I’ll Walk Tall (englischsprachige Version) / Du blues et du bleu (französischsprachige Version) Keine Träne tut mir leid (Club-Edition) / Mary / Mary                                    | DE56 (4 Wo.)DE | — | — | Erstveröffentlichung: Februar 1984 Platz 13 beim Eurovision Song Contest 1984                                                           |
| 1998 | Leider lieb’ ich dich immer noch Mittendrin | DE87 (5 Wo.)DE | — | — | Erstveröffentlichung: 14. Dezember 1998 Original: Cher – Believe                                                                        |

grau schraffiert: keine Chartdaten aus diesem Jahr verfügbar
Weitere Singles
| Jahr | Titel Album                                                                       | Anmerkungen |
| ---- | --------------------------------------------------------------------------------- | --- |
| 1958 | Ja, die Dicken sind ja so gemütlich Jugendsünden                                  | Erstveröffentlichung: 1958 als Rosemarie                                                                            |
| 1958 | Little-Teenager-Song Jugendsünden                                                 | Erstveröffentlichung: September 1958 als Rosemarie                                                                  |
| 1958 | Ferien-Polka Jugendsünden                                                         | Erstveröffentlichung: 1958 als Rosemarie; nur in Dänemark veröffentlicht                                            |
| 1959 | Jodel-Rosemarie Mein Dankeschön an Sie                                            | Erstveröffentlichung: 1959 als Rosemarie                                                                            |
| 1959 | In Musik hab’ ich ’ne Eins Die Polydor-Jahre                                      | Erstveröffentlichung: 1959 als Rosemarie                                                                            |
| 1959 | Blue Jeans Boy –                                                                  | Erstveröffentlichung: 1959 als Topsi; mit Die Quartinos – All Star Band                                             |
| 1961 | Wie schön, daß wir jung sind Jugendsünden                                         | Erstveröffentlichung: 1961                                                                                          |
| 1961 | Wenn in Oberammergau … –                                                          | Erstveröffentlichung: 1961                                                                                          |
| 1961 | Er war ein Seemann Jugendsünden                                                   | Erstveröffentlichung: 1961                                                                                          |
| 1961 | Schlafe, Bambino, schlaf’ ein Eine handvoll Glück                                 | Erstveröffentlichung: 1961                                                                                          |
| 1961 | Wenn die Liebe einmal zu Dir kommt Eine Handvoll Glück                            | Erstveröffentlichung: 1961                                                                                          |
| 1961 | Überall ist ein Anfang (Ewiges Spiel) Golden Love                                 | Erstveröffentlichung: 1961                                                                                          |
| 1961 | Ich bin mu-mu-musikalisch Jugendsünden                                            | Erstveröffentlichung: 1961 Original: Glenn Miller – Imagination                                                     |
| 1962 | Einen Ring mit zwei blutroten Steinen Jugendsünden                                | Erstveröffentlichung: 1962 Original: Caterina Valente                                                               |
| 1962 | Die Liebe ist ein seltsames Spiel Jugendsünden                                    | Erstveröffentlichung: 1962 Original: Connie Francis – Everybody’s Somebody’s Fool                                   |
| 1962 | Zwei kleine Italiener Jugendsünden                                                | Erstveröffentlichung: 1962 Original: Conny Froboess                                                                 |
| 1962 | Eine Rose aus Santa Monica Jugendsünden                                           | Erstveröffentlichung: 1962 Original: Carmela Corren                                                                 |
| 1962 | Heißer Sand Jugendsünden                                                          | Erstveröffentlichung: 1962 Original: Mina                                                                           |
| 1963 | Barcarole in der Nacht Golden Love                                                | Erstveröffentlichung: 1963 Original: Connie Francis                                                                 |
| 1963 | Ich will ’nen Cowboy als Mann –                                                   | Erstveröffentlichung: 1963 Original: Gitte Hænning                                                                  |
| 1963 | Das Tipfelchen auf dem „i“ Golden Love                                            | Erstveröffentlichung: 1963                                                                                          |
| 1963 | Wir gehören zusammen Jugendsünden                                                 | Erstveröffentlichung: 1963 mit Perry Neumann als Mary & Perry.                                                      |
| 1963 | Ewiges Spiel (überall ist ein Anfang) Jugendsünden                                | Erstveröffentlichung: 1963                                                                                          |
| 1963 | Bavariola (Der neue Modetanz) Jugendsünden                                        | Erstveröffentlichung: 1963 mit Chris & Gitti                                                                        |
| 1964 | Kellerparty Twist Jugendsünden                                                    | Erstveröffentlichung: 1964 mit den Sixtons & Erwin Lehn mit seinem Tanzorchester                                    |
| 1964 | Ich sag’ no Boy Jugendsünden                                                      | Erstveröffentlichung: Dezember 1964 als Mary Roose                                                                  |
| 1965 | Mama, verzeih’ mir The Best of Mary Roos                                          | Erstveröffentlichung: April 1965 Original: Leila Silva – Perdão para dois                                           |
| 1965 | Money Boy Ihre großen Erfolge – Folge 2                                           | Erstveröffentlichung: November 1965                                                                                 |
| 1966 | Junge Liebe Meine grössten Hits                                                   | Erstveröffentlichung: 1966                                                                                          |
| 1966 | Wie der Wind … The Best of Mary Roos                                              | Erstveröffentlichung: Juni 1966                                                                                     |
| 1966 | Es wird ja alles wieder gut Immer wieder                                          | Erstveröffentlichung: 1966 mit Fred Bertelmann als Herz Duo                                                         |
| 1966 | Ja, das mit der Liebe –                                                           | Erstveröffentlichung: 1966 mit Fred Bertelmann als Herz Duo                                                         |
| 1966 | Aus dunkelrot wird rosa Jugendsünden                                              | Erstveröffentlichung: Dezember 1966                                                                                 |
| 1967 | Fortsetzung folgt Jugendsünden                                                    | Erstveröffentlichung: 1967                                                                                          |
| 1967 | Liebe mit Garantie Jugendsünden                                                   | Erstveröffentlichung: 1967                                                                                          |
| 1967 | Du bist mein Problem Jugendsünden                                                 | Erstveröffentlichung: 1967                                                                                          |
| 1968 | Liebe The Best of Mary Roos                                                       | Erstveröffentlichung: April 1968                                                                                    |
| 1968 | Die Welt von morgen The Best of Mary Roos                                         | Erstveröffentlichung: Juni 1968                                                                                     |
| 1968 | Zwischen heute und morgen Liebe – Lachen und Weinen                               | Erstveröffentlichung: 1968                                                                                          |
| 1969 | Ich bin glücklich Ihre großen Erfolge – Folge 2                                   | Erstveröffentlichung: Februar 1969                                                                                  |
| 1969 | Genauso wie ich bin Ihre großen Erfolge – Folge 2                                 | Erstveröffentlichung: 30. Mai 1969                                                                                  |
| 1969 | Det är härligt att leva Jugendsünden                                              | Erstveröffentlichung: 1969 nur in Schweden veröffentlicht                                                           |
| 1969 | Tausend und ein paar Meilen –                                                     | Erstveröffentlichung: 1969                                                                                          |
| 1969 | Alles rutscht mir aus den Händen Ihre großen Erfolge – Folge 2                    | Erstveröffentlichung: Juli 1969                                                                                     |
| 1969 | Verliebt in Dich (immer wenn) The Best Of Mary Roos                               | Erstveröffentlichung: September 1969                                                                                |
| 1969 | Die Legende der Liebe Ihre großen Erfolge – Folge 2                               | Erstveröffentlichung: Dezember 1969                                                                                 |
| 1971 | N’oublie pas lorsque tu chantes Mary Roos (1972)                                  | Erstveröffentlichung: 1971 nur in Frankreich veröffentlicht; Original: Mary Roos – Während ihr lacht                |
| 1971 | Wir glauben an morgen Meine schönsten Lieder                                      | Erstveröffentlichung: Mai 1971                                                                                      |
| 1971 | So leb’ dein Leben Mary Roos                                                      | Erstveröffentlichung: Dezember 1971 Original: Frank Sinatra – My Way                                                |
| 1972 | L’autoroute Mary Roos (1972)                                                      | Erstveröffentlichung: 1972 nur in Frankreich veröffentlicht                                                         |
| 1972 | Melodie en sol Mary Roos (1972)                                                   | Erstveröffentlichung: 1972                                                                                          |
| 1972 | Les carrillons de mon cœur Mary Roos (1972)                                       | Erstveröffentlichung: 1972 Original: Mary Roos – Woraus meine Lieder sind                                           |
| 1972 | Entre nuit et jour Mary Roos (1972)                                               | Erstveröffentlichung: 1972                                                                                          |
| 1972 | L’animal en blue-jeans Mary Roos (1973)                                           | Erstveröffentlichung: 1972                                                                                          |
| 1972 | Viva Mary Roos (1973)                                                             | Erstveröffentlichung: 1972                                                                                          |
| 1972 | A maggio, a guigno, a luglio –                                                    | Erstveröffentlichung: 1972                                                                                          |
| 1973 | Bing Bang Holly Mary Roos (1973)                                                  | Erstveröffentlichung: 1973                                                                                          |
| 1973 | Goutte, goutte … Mary Roos (1973)                                                 | Erstveröffentlichung: 1973 nur in Frankreich veröffentlicht                                                         |
| 1973 | Je c’est “l” et tu c’est “You” Mary Roos (1973)                                   | Erstveröffentlichung: 1973                                                                                          |
| 1974 | Kleiner Clown Die großen Erfolge                                                  | Erstveröffentlichung: 1974                                                                                          |
| 1974 | Hamburg im Regen Deutsches Schlager-Gold, Vol. 2                                  | Erstveröffentlichung: 1974                                                                                          |
| 1975 | Quand on fait de la musique Amour toujours – The French Song-Collection 1972–1975 | Erstveröffentlichung: 1975                                                                                          |
| 1976 | Die Einsamkeit in meinem Zimmer Mary Roos (1976)                                  | Erstveröffentlichung: 4. Juni 1976                                                                                  |
| 1976 | Nimm dir nie ein Teufelsweib Mary Roos (1976)                                     | Erstveröffentlichung: 2. Oktober 1976                                                                               |
| 1977 | Santo Domingo Mary Roos (1976)                                                    | Erstveröffentlichung: 3. April 1977                                                                                 |
| 1977 | Ich bin Mary und nicht Jane Ich bin Mary                                          | Erstveröffentlichung: 4. September 1977                                                                             |
| 1977 | Mon cœur tu bats Mary                                                             | Erstveröffentlichung: 1977 nur in Frankreich veröffentlicht                                                         |
| 1978 | Pinocchio Szene-Star                                                              | Erstveröffentlichung: 2. Februar 1978                                                                               |
| 1978 | Samba d’amour Maryland                                                            | Erstveröffentlichung: 3. Mai 1978                                                                                   |
| 1980 | Nimm deinen Fuß aus der Tür Was ich fühle                                         | Erstveröffentlichung: Februar 1980 Original: Pussyfoot – Lay Your Love on the Line                                  |
| 1980 | Wenn ich dich nicht halten kann Was ich fühle                                     | Erstveröffentlichung: Juli 1980 Original: Barbara Dickson – January – February                                      |
| 1981 | Haben wir uns auseinandergeschwiegen Was ich fühle                                | Erstveröffentlichung: Juli 1981                                                                                     |
| 1981 | Ich warte Was ich fühle                                                           | Erstveröffentlichung: Oktober 1981                                                                                  |
| 1982 | Heiß und kalt Was ich fühle                                                       | Erstveröffentlichung: Februar 1982                                                                                  |
| 1982 | Es ist nie zu spät Keine Träne tut mir leid (Club-Edition)                        | Erstveröffentlichung: Juli 1982 mit David Hanselmann                                                                |
| 1982 | Zeit Keine Träne tut mir leid (Club-Edition)                                      | Erstveröffentlichung: September 1982 Original: F. R. David – Words                                                  |
| 1983 | Hart auf hart Heiss und kalt                                                      | Erstveröffentlichung: 1983                                                                                          |
| 1985 | Ich bin stark, nur mit dir Keine Träne tut mir leid (Club-Edition)                | Erstveröffentlichung: Februar 1985 Original: Modern Talking – You’re My Heart, You’re My Soul                       |
| 1985 | Niemand wird am Schluß Sieger sein –                                              | Erstveröffentlichung: Februar 1985 Fehlpressung, zweimal B-Seite, eigentlich B-Seite von Ich bin stark, nur mit dir |
| 1985 | Keine Träne tut mir leid Keine Träne tut mir leid (Club-Edition)                  | Erstveröffentlichung: Juli 1985 Original: C. C. Catch – I Can Lose My Heart Tonight                                 |
| 1985 | Schubidubidu In Klexdorf an der Tusche ist immer was im Busche                    | Erstveröffentlichung: Oktober 1985 als Teil von Max & Die Klexe                                                     |
| 1986 | In Klexdorf an der Tusche In Klexdorf an der Tusche ist immer was im Busche       | Erstveröffentlichung: Februar 1986 als Teil von Max & Die Klexe                                                     |
| 1986 | Bleib’ wie Du bist Heiss und kalt                                                 | Erstveröffentlichung: März 1986                                                                                     |
| 1987 | Explosion Leben spür’n                                                            | Erstveröffentlichung: 1987                                                                                          |
| 1988 | Signale Leben spür’n                                                              | Erstveröffentlichung: April 1988                                                                                    |
| 1992 | Kann denn Sünde Liebe sein? Alles was ich will                                    | Erstveröffentlichung: 1. Februar 1992                                                                               |
| 1992 | Alles was ich will bist Du Alles was ich will                                     | Erstveröffentlichung: 1. Mai 1992 Original: Slizzy Bob – Do You Want to Be My Girl                                  |
| 1994 | Das Lachen Deiner Augen Mehr als ein Gefühl                                       | Erstveröffentlichung: 29. Juni 1994                                                                                 |
| 1995 | Mehr als ein Gefühl                                                               | Erstveröffentlichung: 2. Januar 1995 Original: Slizzy Bob – Everything You Want                                     |
| 1997 | Rücksicht                                                                         | Erstveröffentlichung: 21. April 1997 Original: Hoffmann & Hoffmann                                                  |
| 1997 | Neues Spiel, neue Chance, neues Glück Rücksicht                                   | Erstveröffentlichung: 4. August 1997                                                                                |
| 1998 | Sehnsucht Rücksicht                                                               | Erstveröffentlichung: 23. Februar 1998                                                                              |
| 1998 | Heute Nacht bin ich nicht allein Rücksicht                                        | Erstveröffentlichung: 13. Mai 1998                                                                                  |
| 1999 | Schau’ Dich nicht um Mittendrin                                                   | Erstveröffentlichung: 31. Mai 1999                                                                                  |
| 1999 | Medellin Mittendrin                                                               | Erstveröffentlichung: 11. Oktober 1999                                                                              |
| 2000 | Vorsicht zerbrechlich Mittendrin                                                  | Erstveröffentlichung: 31. Januar 2000                                                                               |
| 2000 | Rodeo Roosige Zeiten                                                              | Erstveröffentlichung: 9. Oktober 2000                                                                               |
| 2001 | Männer wie Du Roosige Zeiten                                                      | Erstveröffentlichung: 22. Januar 2001                                                                               |
| 2001 | Frohe Weihnacht, Merry Christmas –                                                | Erstveröffentlichung: 17. September 2001                                                                            |
| 2001 | Ich schweb’ in Liebesgefahr Roosige Zeiten                                        | Erstveröffentlichung: 1. Oktober 2001                                                                               |
| 2002 | Jeder ist ein kleiner Held Achterbahn                                             | Erstveröffentlichung: 18. März 2002                                                                                 |
| 2003 | Wir fahr’n Achterbahn Achterbahn                                                  | Erstveröffentlichung: 20. Januar 2003 Original: The Supermen Lovers feat. Mani Hoffman – Starlight                  |
| 2003 | Blaues Meer und warmer Wind Achterbahn                                            | Erstveröffentlichung: 7. Juli 2003                                                                                  |
| 2003 | In der Mitte meines Lebens Achterbahn                                             | Erstveröffentlichung: 13. Oktober 2003                                                                              |
| 2004 | Alle Menschen werden Brüder Achterbahn                                            | Erstveröffentlichung: 16. Februar 2004                                                                              |
| 2004 | Sommer Leben                                                                      | Erstveröffentlichung: 3. Mai 2004                                                                                   |
| 2004 | Zu schön um wahr zu sein Leben                                                    | Erstveröffentlichung: 25. Oktober 2004                                                                              |
| 2005 | Wahnsinn – was alles geht Leben                                                   | Erstveröffentlichung: 18. April 2005                                                                                |
| 2005 | Für immer Leben                                                                   | Erstveröffentlichung: 7. Oktober 2005                                                                               |
| 2006 | Mein Sohn Leben                                                                   | Erstveröffentlichung: 5. Mai 2006                                                                                   |
| 2006 | Samba Leben                                                                       | Erstveröffentlichung: 11. August 2006                                                                               |
| 2007 | Hautnah will ich leben Hautnah                                                    | Erstveröffentlichung: 26. Januar 2007                                                                               |
| 2013 | Lass mich dich auch mal vermissen Denk’ was Du willst                             | Erstveröffentlichung: 22. März 2013 Promo-Single: März 2013                                                         |
| 2013 | Sommerregen (Remixe) Denk’ was Du willst                                          | Erstveröffentlichung: 19. Juli 2013                                                                                 |
| 2014 | Einzigartig Bilder meines Lebens                                                  | Erstveröffentlichung: 20. Juni 2014 Promo-Single: 1. April 2014                                                     |

## Videoalben
| Jahr | Titel Musiklabel Katalog-Nr.  | Anmerkungen                        |
| ---- | ----------------------------- | ---------------------------------- |
| 2004 | Mary Roos DA Records 871546-2 | Erstveröffentlichung: 5. Juli 2004 |

## Sonderveröffentlichungen
| Jahr | Titel Album                                                                                   | Anmerkungen                                                                                 |
| ---- | --------------------------------------------------------------------------------------------- | ------------------------------------------------------------------------------------------- |
| 2004 | Halt für mich die Zeit noch einmal an (Norden) Halt für mich die Zeit noch einmal an (Single) | Erstveröffentlichung: 10. Mai 2004 Uwe Arkuszewski mit Mary Roos                            |
| 2007 | Weisst Du noch? – Je n’oublie pas Les couleurs de ma vie (Deutsche Edition)                   | Erstveröffentlichung: 13. Juli 2007 Frank Michael mit Mary Roos                             |
| 2014 | How Do You Do Ich lasse mir das Singen nicht verbieten                                        | Erstveröffentlichung: 4. April 2014 Hape Kerkeling mit Mary Roos; Original: Mouth & MacNeal |

| Jahr | Titel Album                                                                              | Anmerkungen                                                                                              |
| ---- | ---------------------------------------------------------------------------------------- | --- |
| 1977 | Love Freddy Quinn: Ein Show-Konzert mit Bert Kaempfert und Gästen                        | Erstveröffentlichung: 1977                                                                               |
| 1977 | True Loe aus “High Society” Freddy Quinn: Ein Show-Konzert mit Bert Kaempfert und Gästen | Erstveröffentlichung: 1977 mit Freddy Quinn                                                              |
| 2018 | I Die for You Today Sing meinen Song – Das Tauschkonzert Vol. 5                          | Erstveröffentlichung: 11. Mai 2018 Original: Alphaville                                                  |
| 2018 | Nur ein Wort Sing meinen Song – Das Tauschkonzert Vol. 5                                 | Erstveröffentlichung: 11. Mai 2018 Original: Wir sind Helden                                             |
| 2018 | Sister Sun Brother Moon Sing meinen Song – Das Tauschkonzert Vol. 5                      | Erstveröffentlichung: 11. Mai 2018 Original: Leslie Clio                                                 |
| 2018 | Spinner Sing meinen Song – Das Tauschkonzert Vol. 5                                      | Erstveröffentlichung: 11. Mai 2018 Original: Revolverheld                                                |
| 2018 | Through the Eyes of a Child Sing meinen Song – Das Tauschkonzert Vol. 5                  | Erstveröffentlichung: 11. Mai 2018 Original: Reamonn                                                     |
| 2018 | Zu dir (weit weg) Sing meinen Song – Das Tauschkonzert Vol. 5                            | Erstveröffentlichung: 11. Mai 2018 Original: Mark Forster                                                |
| 2018 | Home for Christmas Sing meinen Song – Das Weihnachtskonzert Vol. 5                       | Erstveröffentlichung: 23. November 2018                                                                  |
| 2018 | Lass es schnein Sing meinen Song – Das Weihnachtskonzert Vol. 5                          | Erstveröffentlichung: 23. November 2018 Original: Vaughn Monroe – Let It Snow! Let It Snow! Let It Snow! |

| Jahr | Titel Soundtrack zu           | Anmerkungen                                                                      |
| ---- | ----------------------------- | -------------------------------------------------------------------------------- |
| 1964 | Kellerparty Twist Nebelmörder | Erstveröffentlichung: 1964 mit den Sixtons & Erwin Lehn mit seinem Tanzorchester |

## Promoveröffentlichungen
| Jahr | Titel Album                                                | Anmerkungen                                           |
| ---- | ---------------------------------------------------------- | ----------------------------------------------------- |
| 1969 | Hans im Glück Die schönsten deutschen Märchen              | Erstveröffentlichung: 1969                            |
| 2000 | Einmal um die Welt Mittendrin                              | Erstveröffentlichung: 6. März 2000                    |
| 2007 | Es ist immer jetzt … Hautnah                               | Erstveröffentlichung: Juni 2007                       |
| 2007 | Weisst Du noch? – Je n’oublie pas Hautnah (Sonder-Edition) | Erstveröffentlichung: 16. Juni 2007 mit Frank Michael |
| 2007 | Wenn Menschen sich lieben Hautnah                          | Erstveröffentlichung: 5. Oktober 2007                 |
| 2008 | Die Welt kann warten Hautnah                               | Erstveröffentlichung: März 2008                       |
| 2008 | Rhythmus-der-Nacht-Hitmix –                                | Erstveröffentlichung: 13. Juni 2008                   |
| 2008 | Bleib … Hautnah                                            | Erstveröffentlichung: 2. Oktober 2008                 |
| 2009 | Nobody’s Perfect Gezeiten                                  | Erstveröffentlichung: 20. Februar 2009                |
| 2009 | Weit, weit weg Gezeiten                                    | Erstveröffentlichung: 26. Juni 2009                   |
| 2009 | Wo sind all’ die Jahre nur geblieben Gezeiten              | Erstveröffentlichung: 27. November 2009               |
| 2010 | So viel Glück Gezeiten                                     | Erstveröffentlichung: April 2010                      |
| 2010 | Maria durch ein Dornwald ging –                            | Erstveröffentlichung: 10. September 2010              |
| 2010 | Lasst uns froh und munter sein –                           | Erstveröffentlichung: 10. September 2010              |
| 2010 | Leben (es ist, wie es ist) Gezeiten                        | Erstveröffentlichung: Oktober 2010                    |
| 2011 | Himmelblauer Morgen Bis hierhin … und weiter               | Erstveröffentlichung: 25. März 2011                   |
| 2011 | Du bist gut für mich Bis hierhin … und weiter              | Erstveröffentlichung: 12. August 2011                 |
| 2011 | Es kommt nicht mehr von Herzen Bis hierhin … und weiter    | Erstveröffentlichung: 28. November 2011               |
| 2012 | Moment Bis hierhin … und weiter                            | Erstveröffentlichung: 16. April 2012                  |
| 2012 | Mit Dir für immer oder nie Bis hierhin … und weiter        | Erstveröffentlichung: Oktober 2012                    |
| 2013 | Sonntage Denk’ was Du willst                               | Erstveröffentlichung: 5. Juni 2013                    |
| 2013 | Wie lange woll’n Sie das noch machen? Denk’ was Du willst  | Erstveröffentlichung: September 2013                  |
| 2013 | Dieser Engel Bis hierhin … und weiter                      | Erstveröffentlichung: November 2013                   |
| 2015 | Unbemannt Bilder meines Lebens                             | Erstveröffentlichung: Januar 2015                     |
| 2015 | Entspann Dich Bilder meines Lebens                         | Erstveröffentlichung: 12. Mai 2015                    |
| 2015 | Wartezeit Bilder meines Lebens                             | Erstveröffentlichung: 9. Oktober 2015                 |
| 2016 | Ich wünschte Gestern wäre Morgen Bilder meines Lebens      | Erstveröffentlichung: 11. März 2016                   |
| 2016 | Die kleinen Dinge Bilder meines Lebens                     | Erstveröffentlichung: 1. Juli 2016                    |
| 2017 | Discozeitmaschine Ab jetzt nur noch Zugaben!               | Erstveröffentlichung: 10. März 2017                   |
| 2017 | Stein auf Stein Ab jetzt nur noch Zugaben!                 | Erstveröffentlichung: 14. Oktober 2017                |
| 2018 | Deine Welt ist keine Insel Ab jetzt nur noch Zugaben!      | Erstveröffentlichung: 23. Februar 2018                |

## Boxsets
| Jahr | Titel Musiklabel Katalog-Nr.                     | Anmerkungen                                                                                       |
| ---- | ------------------------------------------------ | ------------------------------------------------------------------------------------------------- |
| 2006 | Lieder, die wie Freunde sind Shop24 direct 94044 | Erstveröffentlichung: 28. August 2006 Inhalt: 3-CD-Box                                            |
| 2011 | Jugendsünden Bear Family Records BCD 16521 CH    | Erstveröffentlichung: 15. November 2011 Inhalt: 3-CD-Box                                          |
| 2013 | Die Polydor-Jahre Koch Universal 06025 37333332  | Erstveröffentlichung: 8. März 2013 Inhalt: 3-CD-Box mit Mary Roos (1976), Ich bin Mary + Maryland |

## Statistik

### Chartauswertung
|                     | DE    | AT    | CH    |
| ------------------- | ----- | ----- | ----- |
| Nummer-eins-Alben   | DE—DE | AT—AT | CH—CH |
| Top-10-Alben        | DE—DE | AT—AT | CH—CH |
| Alben in den Charts | DE3DE | AT—AT | CH—CH |

|                       | DE     | AT    | CH    |
| --------------------- | ------ | ----- | ----- |
| Nummer-eins-Singles   | DE—DE  | AT—AT | CH—CH |
| Top-10-Singles        | DE1DE  | AT—AT | CH—CH |
| Singles in den Charts | DE16DE | AT—AT | CH—CH |